# Czywik czarnolicy
Czywik czarnolicy (Poospiza rubecula) – gatunek małego ptaka z rodziny tanagrowatych (Thraupidae). Monotypowy. Endemit Peru, bardzo rzadki, bliski zagrożenia wyginięciem.

## Morfologia
Długość ciała około 15,5 cm. Kontrastujące szaro-rude upierzenie. Wierzch i tył głowy oraz grzbiet ciemnoszare. Czoło, pasek brwiowy oraz spód ciała jasnopomarańczoworude. Środek brzucha biały, czarna maska i policzki. Skrzydła i ogon ciemnoszare.

## Występowanie i środowisko
Czywik czarnolicy występuje endemicznie na zachodnich zboczach peruwiańskich Andów. Jego występowanie potwierdzono w paru rozproszonych stanowiskach w zachodnim Peru – od południowej części regionu Cajamarca przez Ancash i La Libertad po region Lima; być może występuje też w regionie Ica.
Gatunek zamieszkuje busz (zwłaszcza z roślinami z rodzajów Eupatorium i Gynoxys), zadrzewienia i suche, krzewiaste lasy przyległe do lasów Polylepis, zaś w lesie Zárate – krzewiasty podszyt w górnych partiach lasów mieszanych, suchych (zdominowanych przez Oreopanax, Myrcianthes i Escallonia). Spotykany na wysokościach od około 2350 do około 3800 m n.p.m.

## Ekologia
Jego pożywienie stanowią młode pąki liści, jagody i nasiona. Osobniki młodociane chwytano w styczniu, kwietniu i maju, w lipcu obserwowano dorosłe osobniki karmiące młode. Może podejmować sezonowe migracje wysokościowe.

## Status
W Czerwonej księdze gatunków zagrożonych IUCN czywik czarnolicy od 2024 roku klasyfikowany jest jako gatunek bliski zagrożenia (NT, Near Threatened); wcześniej, od 1994 roku uznawano go za gatunek zagrożony (EN, Endangered). Populacja jest wstępnie szacowana na 2500–9999 dorosłych osobników, ale może być znacznie niższa. Trend liczebności populacji nie został zbadany, jednak ze względu na postępującą utratę, degradację i fragmentację siedlisk liczebność prawdopodobnie powoli spada.